# Haverfordwest
Haverfordwest (kymriska: Hwlffordd) är en stad och community i sydvästra Wales. Det är den administrativa huvudorten för kommunen Pembrokeshire.  Tätorten, som även sträcker sig in i Merlin's Bridge community, har 14 596 invånare (2011), medan communityn har 12 042 invånare (2011).
Havefordwest är vänort med Oberkirch i Baden-Württemberg.

## Kända personer från Haverfordwest
- Christian Bale (skådespelare)
- Rhys Ifans (skådespelare)